# クルアン飛行場
クルアン飛行場 (マレー語: Lapangan Terbang Kluang)とは、マレーシアのジョホール州クルアンにあるマレーシア陸軍の飛行場である。

## 概要
クルアン中心部から北西へ約2kmに位置する。
- 航空管制：マレーシア陸軍第881航空隊
- 運用時間 (MST) ：

月曜～木曜：7:30～18:30
金曜：7:30～13:00、14:00～18:30
土曜：7:30～12:30
日曜・祝日：閉鎖
- ILS：なし

## 沿革
1940年に、英領マラヤ軍によって設置された。
第2次世界大戦時、英領マラヤの中で最後に日本軍によって陥落した飛行場である。日本軍は、シンガポールからスマトラへの空襲の基地として使用した飛行場で、1995年に、マレーシア空軍からマレーシア陸軍航空隊に移管された。